# کریگ مک‌کراکن
کریگ مک‌کراکن (انگلیسی: Craig McCracken؛ زادهٔ ۳۱ مارس ۱۹۷۱) یک نویسنده اهل ایالات متحده آمریکا است. وی از سال ۱۹۹۰ میلادی تاکنون مشغول فعالیت بوده‌است.